# Юусо Хієтанен
Юусо Хієтанен (фін. Juuso Hietanen; 11 червня 1985, м. Гямеенлінна, Фінляндія) — фінський хокеїст, захисник. Виступає за «Динамо» (Москва) у Континентальній хокейній лізі, олімпійський чемпіон.
Вихованець хокейної школи ГПК (Гямеенлінна). Виступав за ГПК (Гямеенлінна), «Пеліканс» (Лахті), «Брюнес» (Євле), ГВ-71 (Єнчопінг), «Торпедо» (Нижній Новгород).
В чемпіонатах Фінляндії — 130 матчів (7+27), у плей-оф — 22 матча (2+5). В чемпіонатах Швеції — 218 матчів (31+75), у плей-оф — 23 матча (1+7).
У складі національної збірної Фінляндії учасник зимових Олімпійських ігор 2014 (6 матчів, 1+0); учасник чемпіонатів світу 2010, 2012, 2013 і   2014 і 2015 (40 матчів, 3+11). У складі молодіжної збірної Фінляндії учасник чемпіонату світу 2005.
Досягнення
- Бронзовий призер зимових Олімпійських ігор (2014)
- Срібний призер чемпіонату світу (2014)
- Чемпіон Фінляндії (2006), бронзовий призер (2005, 2007)
- Учасник матчу усіх зірок КХЛ (2014).